# Seven de Nueva Zelanda 2004
El Seven de Nueva Zelanda de 2004 fue la quinta edición del torneo de rugby 7, fue el tercer torneo de la temporada 2003-04 de la Serie Mundial Masculina de Rugby 7.
Se disputó en la instalaciones del Westpac Stadium de Wellington.

## Fase de grupos

### Grupo A
| Equipo        | Encuentros | Encuentros | Encuentros | Encuentros | Tantos  | Tantos    | Tantos     | Puntos |
| Equipo        | jugados    | ganados    | empatados  | perdidos   | a favor | en contra | diferencia | Puntos |
| ------------- | ---------- | ---------- | ---------- | ---------- | ------- | --------- | ---------- | ------ |
| Nueva Zelanda | 3          | 3          | 0          | 0          | 101     | 14        | 87         | 9      |
| Samoa         | 3          | 2          | 0          | 1          | 78      | 26        | 52         | 7      |
| Corea del Sur | 3          | 1          | 0          | 2          | 55      | 90        | -35        | 5      |
| Niue          | 3          | 0          | 0          | 3          | 12      | 116       | -104       | 3      |

Nota: Se otorgan 3 puntos al equipo que gane un partido, 2 al que empate y 1 al que pierda

### Grupo B
| Equipo             | Encuentros | Encuentros | Encuentros | Encuentros | Tantos  | Tantos    | Tantos     | Puntos |
| Equipo             | jugados    | ganados    | empatados  | perdidos   | a favor | en contra | diferencia | Puntos |
| ------------------ | ---------- | ---------- | ---------- | ---------- | ------- | --------- | ---------- | ------ |
| Inglaterra         | 3          | 3          | 0          | 0          | 81      | 34        | 47         | 9      |
| Kenia              | 3          | 2          | 0          | 1          | 74      | 62        | 12         | 7      |
| Australia          | 3          | 1          | 0          | 2          | 83      | 62        | 21         | 5      |
| Papúa Nueva Guinea | 3          | 0          | 0          | 3          | 19      | 99        | -80        | 3      |

### Grupo C
| Equipo         | Encuentros | Encuentros | Encuentros | Encuentros | Tantos  | Tantos    | Tantos     | Puntos |
| Equipo         | jugados    | ganados    | empatados  | perdidos   | a favor | en contra | diferencia | Puntos |
| -------------- | ---------- | ---------- | ---------- | ---------- | ------- | --------- | ---------- | ------ |
| Sudáfrica      | 3          | 2          | 0          | 1          | 111     | 15        | 96         | 7      |
| Tonga          | 3          | 2          | 0          | 1          | 68      | 36        | 32         | 7      |
| Argentina      | 3          | 2          | 0          | 1          | 53      | 74        | -21        | 7      |
| Estados Unidos | 3          | 0          | 0          | 3          | 12      | 119       | -107       | 3      |

### Grupo D
| Equipo     | Encuentros | Encuentros | Encuentros | Encuentros | Tantos  | Tantos    | Tantos     | Puntos |
| Equipo     | jugados    | ganados    | empatados  | perdidos   | a favor | en contra | diferencia | Puntos |
| ---------- | ---------- | ---------- | ---------- | ---------- | ------- | --------- | ---------- | ------ |
| Fiyi       | 3          | 3          | 0          | 0          | 90      | 17        | 73         | 9      |
| Francia    | 3          | 2          | 0          | 1          | 59      | 45        | 14         | 7      |
| Canadá     | 3          | 1          | 0          | 2          | 38      | 64        | -26        | 5      |
| Islas Cook | 3          | 0          | 0          | 3          | 24      | 85        | -61        | 3      |

## Fase Final

### Cuartos de final
| 7 de febrero | Nueva Zelanda | 45 - 0 | Kenia |  |  |

| 7 de febrero | Sudáfrica | 36 - 7 | Francia |  |  |

| 7 de febrero | Fiyi | 19 - 10 | Tonga |  |  |

| 7 de febrero | Inglaterra | 19 - 7 | Samoa |  |  |

### Semifinal
| 7 de febrero | Nueva Zelanda | 26 - 5 | Sudáfrica |  |  |

| 7 de febrero | Fiyi | 15 - 10 | Inglaterra |  |  |

### Final
| 7 de febrero | Nueva Zelanda | 33 - 15 | Fiyi |  |  |

| Bandera de Nueva Zelanda |
| Campeón Nueva Zelanda    |
| 1º título del circuito   |